# Ajayan River
Der Ajayan River ist ein Fluss auf Guam.
Er entspringt im Südosten der Insel in der Gemeinde Merizo und fließt erst nach Osten und dann in Richtung Süden. Zuvor mündet in den Ajayan River von Norden kommend der Pasamano River, der in der Gemeinde Inarajan entspringt. Der Ajayan River mündet schließlich in die Ajayan Bay.
Die Ajayan River Inarajan-Merizo Bridge überquert den Fluss kurz vor der Mündung. Der Guam Highway 4 führt über sie hinweg.